# Meyer Prinstein
Meyer (ou Myer) Prinstein (nome de batismo: Mejer Prinsztejn) (Szczuczyn, Polônia, 22 de dezembro de 1878 – Nova York, 10 de março de 1925) foi um atleta norte-americano, campeão de saltos em dois Jogos Olímpicos.
Pristein nasceu na Polônia em 1878 e seus pais, Jacob e Julia, emigraram para os Estados Unidos em 1883, estabelecendo-se em Nova York. Logo mudaram-se para outra cidade do estado, Syracuse, onde Meyer cresceu. Terceiro de nove filhos, ele entrou para a universidade onde foi o capitão da equipe de atletismo, formando-se como advogado.
Em julho de 1898, aos 19 anos, ele quebrou o recorde mundial do salto em distância, com a marca de 7m23. Batida por dois outros atletas no ano seguinte - um deles o futuro campeão olímpico Alvin Kraenzlein, com quem teve grandes duelos - ele a reconquistou em 1900, atingindo 7m50.

## Jogos Olímpicos
Meyer Prinstein ganhou a medalha de prata do salto em distância nos Jogos Olímpicos de Paris, em 1900, perdendo o ouro para Kraenzlein após ter a permissão negada de competir no domingo pelos diretores da Universidade de Syracuse, mesmo sendo judeu. No dia seguinte, ele conquistou a medalha de ouro no salto triplo, derrotando o campeão dos Jogos de Atenas - e primeiro homem a conquistar uma medalha de ouro em Olimpíada - James Connolly.

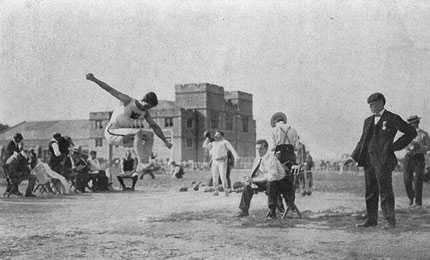
Printzen no salto em distância em St. Louis 1904.

Quatro anos depois, nos Jogos Olímpicos de St. Louis, Prinstein venceu o salto triplo e o salto em distância no mesmo dia, o único atleta a vencer os dois saltos nos mesmos Jogos até hoje.  Em St. Louis ele também competiu nas provas dos 400 m rasos e nos 60 m, sem contudo conseguir medalhas.
Ele também participou dos Jogos não oficiais de Atenas, em 1906, e venceu o salto em distância, derrotando o recordista mundial irlandês Peter O'Connor. O único juiz da competição era o diretor da equipe norte-americana, Matthew Halpin, o que causou protestos de O'Connor. Mesmo com ele reclamando das decisões do árbitro, a competição prosseguiu sem que os resultados fossem anunciados. Apenas no final Prinstein foi proclamado vencedor, com a distância conseguida em seu primeiro salto.

## Fim da carreira
Meyer Prinstein não voltou a competir depois de 1906, indo viver no bairro de Queens, em Nova York, praticando a advocacia e tornando-se um homem de negócios. Morreu de problemas no coração em 1925, no Hospital Mount Sinai.